# Cylob
Cylob (Chris Jeffs; * 1976) ist ein britischer Electronica-Musiker, DJ und Labelbetreiber. Er veröffentlicht auch unter weiteren Pseudonymen wie Kinesthesia, Ambient News und Nonprivate.

## Leben
Jeffs erlernte in seiner Jugend das Spielen der Posaune. Später wandte er sich jedoch, beeinflusst von 1980er Synthie-Pop, Oldschool-Hip-Hop und Electro, der elektronischen Musik zu. Nach der Produktion eines Demotape übergab er dieses während eines Auftritts an den als Aphex Twin bekannten Richard D. James. Daraufhin wurde er von James’ Plattenlabel Rephlex Records unter Vertrag genommen. Dort erschien 1993 Jeffs’ erste kommerzielle Veröffentlichung Industrial Folk Songs. Seitdem hat er als Cylob und Kinesthesia mehrere Alben und Singles auf Rephlex veröffentlicht. Weitere Veröffentlichungen erschienen auf seinem eigenen Label Cylob Industries sowie Ed DMXs Label Breakin' Records.
Obwohl Cylobs Musik überwiegend instrumental produziert ist, sind seine vermutlich bekanntesten Stücke Rewind! und Cut The Midrange, Drop The Bass in denen mittels Sprachsynthese erzeugte Raps und Gesang zu den tragenden Elementen gehören. Das One-Cut-Video zum Stück Rewind zeigte die Karatesportlerin Chloe Bruce.
Seit einigen Jahren lebt und arbeitet Jeffs in Berlin, wo er sich neben der Musikproduktion auch der Softwareentwicklung widmet und Programmier-Workshops durchführt. Für seine Animationssoftware Particularity wurde er beim Musiksoftware-Wettbewerb Lomus 2010 mit dem ersten Preis ausgezeichnet.

## Diskographie

### Alben
- 1996 – Kinesthesia: Empathy Box (Rephlex Records)
- 1996 – Cylob: Loops and Breaks (Rephlex Records)
- 1996 – Cylob: Cylobian Sunset (Rephlex Records)
- 1998 – Cylob: Previously Unavailable on Compact Disc (Rephlex Records)
- 2001 – Cylob: Mood Bells (Rephlex Records)
- 2007 – Cylob: Trojan Fader Style (Cylob Industries)
- 2007 – Cylob: Bounds Green (Cylob Industries)
- 2007 – Cylob: Formant Potaton (Cylob Industries)
- 2009 – Ambient News: Ambient News (Cylob Industries)
- 2010 – Nonprivate: Catastrophic (Cylob Industries)
- 2014 – Cylob: Cymply The Best 93-01 (Cylob Industries)
- 2014 – Cylob: Cylob Music System 3000 (Cylob Industries)
- 2015 – Cylob: The Quantum Loonyverse (Cylob Industries)

### Singles und EPs
- 1993 – Kinesthesia: Kinesthesia Volume 1 (Rephlex Records)
- 1995 – Kinesthesia: Kinesthesia Volume 2 (Rephlex Records)
- 1995 – Cylob: Industrial Folk Songs (Rephlex Records)
- 1996 – Kinesthesia: Empathy Box Remixes (Rephlex Records)
- 1997 – Cylob: Cylob's Latest Effort (Rephlex Records)
- 1997 – Cylob: Diof 97 (Rephlex Records)
- 1998 – Cylob: Are We Not Men Who Live and Die (Rephlex Records)
- 1999 – Cylob: Rewind! (Rephlex Records)
- 1999 – Cylob: Lobster Tracks (Rephlex Records)
- 1999 – Cylob: Living in the 1980s / Sex Machine (Rephlex Records)
- 2001 – Cylob: Cut The Midrange, Drop The Bass (Rephlex Records)
- 2003 – Cylobotnia: Cylobotnia (Chris Jeffs und Astrobotnia) (Rephlex Records)
- 2004 – Cylob: Cylob Music System Volume 1 (Rephlex Records)
- 2004 – Cylob: Cylob Music System Volume 2 (Rephlex Records)
- 2004 – Cylob: Spider Report (Breakin' Records)
- 2007 – Private Lives: Private Life (Chris Jeffs und Ed DMX) (SoulJazz Records)
- 2007 – Cylob: Rock The Trojan Fader (Cylob Industries)
- 2008 – Cylob: Alpine Acid (Cylob Industries)
- 2008 – Cylob: Late In The Day (Cylob Industries)
- 2010 – Cylob: Pepper Spray (Cylob Industries)
- 2015 – Vacated, Jerome Hill, Cylob, Anklepants, Cornwallis: Vectors 2 (Power Vacuum)

### Remixe
- 1994 – Bochum Welt: Phlughaven Alphard (Kinesthesia Mix)
- 1995 – Aphex Twin: Ventolin (Cylob mix)
- 1995 – Immersion: Envelope (Cylob remix)
- 1998 – DMX Krew: I'm All Alone (Cylob's mix)
- 1999 – The Jones Machine: You're The One (Part Two) Cylob's mix / (I'm The) Disco Dancing (Cylob's Mix)
- 1999 – Soulwax: Saturday (Hotline mix)
- 1999 – Mike Flowers Pops meets Cylob: 1999
- 2000 – Cristian Vogel: Whipaspank (Cylob mix)
- 2007 – Synclair: Synclair (Cylob Mix)
- 2012 – Mogwai: White Noise (EVP Mix By Cylob)